# Thomas Doll
Thomas Doll (Malchin, 9 april 1966) is een Duits voetbaltrainer en voormalig profvoetballer.

## Clubcarrière
Als speler kwam Doll als middenvelder/buitenspeler in de Bundesliga uit voor Eintracht Frankfurt (28 wedstrijden, 4 doelpunten) en Hamburger SV (74 wedstrijden, 4 doelpunten). Daarvoor speelde hij in Oost-Duitsland voor Hansa Rostock en Dynamo Berlin. In Berlijn won hij drie landskampioenschappen (1986, 1987 en 1988). Tevens was hij in de periode 1991–1994 actief voor SS Lazio en later voor AS Bari. In 2001 sloot hij in Hamburg zijn actieve spelerscarrière af.

## Interlandcarrière
Doll speelde gedurende zijn loopbaan 47 interlands, waarvan 29 voor de DDR. In deze duels kwam hij achtmaal tot scoren. Hij maakte zijn debuut voor de DDR op 26 maart 1986 in de vriendschappelijke uitwedstrijd tegen Griekenland (2–0). Hij viel in dat duel na 68 minuten in voor Ulf Kirsten. Als speler van het Duitse nationale elftal verloor Doll de finale op het EK 92 tegen Denemarken.
| Interlanddoelpunten                   | Interlanddoelpunten | Interlanddoelpunten | Interlanddoelpunten                        | Interlanddoelpunten | Interlanddoelpunten | Interlanddoelpunten | Interlanddoelpunten |
| #                                     | Datum               | Locatie             | Wedstrijd                                  | Goal(s)             | Score               | Uitslag             | Wedstrijd           |
| ------------------------------------- | ------------------- | ------------------- | ------------------------------------------ | ------------------- | ------------------- | ------------------- | ------------------- |
| namens Duitse Democratische Republiek |                     |                     |                                            |                     |                     |                     |                     |
| 1                                     | 03/06/1987          | Reykjavík           | IJsland – Duitse Democratische Republiek   | 49'                 | 0 – 3               | 0 – 6               | EK-kwalificatie     |
| 2                                     | 23/09/1987          | Gera                | Duitse Democratische Republiek – Tunesië   | 52'                 | 2 – 0               | 2 – 0               | Oefeninterland      |
| 3                                     | 06/09/1989          | Reykjavík           | IJsland – Duitse Democratische Republiek   | 65'                 | 0 – 3               | 0 – 3               | WK-kwalificatie     |
| 4                                     | 25/10/1989          | Valletta            | Malta – Duitse Democratische Republiek     | 10'                 | 0 – 1               | 0 – 4               | Oefeninterland      |
| 5                                     | 25/10/1989          | Valletta            | Malta – Duitse Democratische Republiek     | 32'                 | 0 – 2               | 0 – 4               | Oefeninterland      |
| 6                                     | 25/04/1990          | Glasgow             | Schotland – Duitse Democratische Republiek | 72' (pen.)          | 0 – 1               | 0 – 1               | Oefeninterland      |
| 7                                     | 13/05/1990          | Rio de Janeiro      | Brazilië – Duitse Democratische Republiek  | 48'                 | 1 – 1               | 3 – 3               | Oefeninterland      |
| namens Duitsland                      |                     |                     |                                            |                     |                     |                     |                     |
| 8                                     | 16/10/1991          | Neurenberg          | Duitsland – Wales                          | 74'                 | 4 – 0               | 4 – 1               | EK-kwalificatie     |

## Trainerscarrière
Zijn trainersloopbaan startte Doll bij de amateurs van HSV, waarna hij in oktober 2004 werd aangesteld als nieuwe hoofdtrainer van het eerste elftal. In het seizoen 2005/06 behaalde hij een derde plaats in de Bundesliga en kwalificeerde de club zich voor de UEFA Champions League. De torenhoge verwachtingen voor het seizoen 2006/07 ten spijt, werd de trainer op 1 februari ontslagen wegens teleurstellende resultaten en de onderste positie op de ranglijst. Hij werd opgevolgd door Huub Stevens.
Op 13 maart 2007 volgde hij Jürgen Röber op als hoofdtrainer van Borussia Dortmund. Hiermee bereikte hij de finale van de Duitse beker, waarin verloren werd van Bayern München. Op 19 mei 2008 werd hij ontslagen, vanwege de teleurstellende resultaten in de competitie (dertiende plaats).

## Clubstatistieken
| Seizoen | Club                | Duels | Goals |
| ------- | ------------------- | ----- | ----- |
| 1983/84 | Hansa Rostock       | 5     | 0     |
| 1984/85 | Hansa Rostock       | 17    | 1     |
| 1985/86 | Hansa Rostock       | 25    | 3     |
| 1986/87 | BFC Dynamo Berlin   | 26    | 7     |
| 1987/88 | BFC Dynamo Berlin   | 23    | 11    |
| 1988/89 | BFC Dynamo Berlin   | 25    | 13    |
| 1989/90 | FC Berlin           | 25    | 8     |
| 1990/91 | Hamburger SV        | 33    | 4     |
| 1991/92 | SS Lazio            | 31    | 7     |
| 1992/93 | SS Lazio            | 20    | 2     |
| 1993/94 | SS Lazio            | 13    | 0     |
| 1993/94 | Eintracht Frankfurt | 6     | 1     |
| 1994/95 | Eintracht Frankfurt | 10    | 1     |
| 1995/96 | Eintracht Frankfurt | 12    | 2     |
| 1996/97 | AS Bari             | 31    | 4     |
| 1997/98 | AS Bari             | 13    | 0     |
| 1998/99 | Hamburger SV        | 13    | 0     |
| 1999/00 | Hamburger SV        | 21    | 0     |
| 2000/01 | Hamburger SV        | 7     | 0     |
| Totaal  | Totaal              | 357   | 62    |

## Erelijst
Als speler
 BFC Dynamo
- DDR-Oberliga: 1986/87, 1987/88
- FDGB-Pokal: 1987/88, 1988/89
- DFV-Supercup: 1989

Als trainer
 Hamburger SV
- UEFA Intertoto Cup: 2005

 Ferencváros
- Nemzeti Bajnokság: 2015/16
- Magyar Kupa: 2014/15, 2015/16, 2016/17
- Ligakupa: 2014/15
- Szuperkupa: 2015